# Тварини Луганської області, занесені до Червоної книги України
Список тварин Луганської області, занесених до Червоної книги України.

## Статистика
До списку входить 137 видів тварин, з них:
- Кишковопорожнинних — 1;
- Круглих червів — 0;
- Кільчастих червів 1;
- Членистоногих — 71;
- Молюсків — 0;
- Хордових — 64.

Серед них за природоохоронним статусом:
- Вразливих — 51;
- Рідкісних — 48;
- Недостатньо відомих  — 3;
- Неоцінених — 7;
- Зникаючих — 28;
- Зниклих у природі — 0;
- Зниклих — 0.

## Список видів
| № п/п | Українська назва виду                               | Латинська назва виду          | Природоохоронний статус | Тип               |
| ----- | --------------------------------------------------- | ----------------------------- | ----------------------- | ----------------- |
| 1     | Аноплій самарський                                  | Anoplius samariensis          | Рідкісний               | Членистоногі      |
| 2     | Аскалаф строкатий                                   | Libelloides macaronius        | Вразливий               | Членистоногі      |
| 3     | Бабка перев'язана                                   | Sympetrum pedemontanum        | Вразливий               | Членистоногі      |
| 4     | Бистрянка російська                                 | Alburnoides rossicus          | Зникаючий               | Хордові           |
| 5     | Білуга звичайна                                     | Huso huso                     | Зникаючий               | Хордові           |
| 6     | Бражник дубовий                                     | Marumba quercus               | Рідкісний               | Членистоногі      |
| 7     | Бражник карликовий                                  | Sphingonaepiopsis gorgoniades | Рідкісний               | Членистоногі      |
| 8     | Бражник мертва голова                               | Acherontia atropos            | Рідкісний               | Членистоногі      |
| 9     | Бражник прозерпіна                                  | Proserpinus proserpina        | Рідкісний               | Членистоногі      |
| 10    | Бражник скабіозовий                                 | Hemaris tityus                | Рідкісний               | Членистоногі      |
| 11    | Бражник хорватський                                 | Hemaris croatica              | Рідкісний               | Членистоногі      |
| 12    | Брахіцерус зморшкуватий                             | Brachycerus sinuatus          | Недостатньо відомий     | Членистоногі      |
| 13    | Вечірниця мала                                      | Nyctalus leisleri             | Рідкісний               | Хордові           |
| 14    | Вечірниця руда                                      | Nyctalus noctula              | Вразливий               | Хордові           |
| 15    | Видра річкова                                       | Lutra lutra                   | Неоцінений              | Хордові           |
| 16    | Вирезуб причорноморський                            | Rutilus frisii                | Зникаючий               | Хордові           |
| 17    | Вівсянка чорноголова                                | Emberiza melanocephala        | Рідкісний               | Хордові           |
| 18    | Вусач великий дубовий                               | Cerambyx cerdo                | Вразливий               | Членистоногі      |
| 19    | Вусач земляний хрестоносець (коренеїд хрестоносець) | Dorcadion equestre            | Вразливий               | Членистоногі      |
| 20    | Вусач мускусний                                     | Aromia moschata               | Вразливий               | Членистоногі      |
| 21    | Вусач-червонокрил Келлера                           | Purpuricenus kaehleri         | Вразливий               | Членистоногі      |
| 22    | Вухань звичайний                                    | Plecotus auritus              | Вразливий               | Хордові           |
| 23    | Гадюка Нікольського, гадюка лісостепова             | Vipera nikolskii              | Рідкісний               | Хордові           |
| 24    | Гадюка степова                                      | Vipera renardi                | Вразливий               | Хордові           |
| 25    | Галикт луганський                                   | Halictus luganicus            | Рідкісний               | Членистоногі      |
| 26    | Гмеліна маленька                                    | Gmelina pusilla               | Вразливий               | Членистоногі      |
| 27    | Голуб-синяк                                         | Columba oenas                 | Вразливий               | Хордові           |
| 28    | Гоплітіс рудий                                      | Hoplitis fulva                | Рідкісний               | Членистоногі      |
| 29    | Горностай                                           | Mustela erminea               | Неоцінений              | Хордові           |
| 30    | Гуска мала (гуска білолоба мала)                    | Anser erythropus              | Вразливий               | Хордові           |
| 31    | Джміль глинистий                                    | Bombus argillaceus            | Вразливий               | Членистоногі      |
| 32    | Джміль моховий                                      | Bombus muscorum               | Рідкісний               | Членистоногі      |
| 33    | Джміль оперезаний                                   | Bombus zonatus                | Рідкісний               | Членистоногі      |
| 34    | Джміль пахучий                                      | Bombus fragrans               | Зникаючий               | Членистоногі      |
| 35    | Дибка степова                                       | Saga pedo                     | Рідкісний               | Членистоногі      |
| 36    | Дисцелія зональна                                   | Discoelius zonalis            | Рідкісний               | Членистоногі      |
| 37    | Дозорець-імператор                                  | Anax imperator                | Вразливий               | Членистоногі      |
| 38    | Долерус короткокрилий                               | Dolerus subalatus             | Вразливий               | Членистоногі      |
| 39    | Долерус степовий                                    | Dolerus ciliatus              | Рідкісний               | Членистоногі      |
| 40    | Евхальція різнобарвна                               | Euchalcia variabilis          | Рідкісний               | Членистоногі      |
| 41    | Жук-олень, рогач звичайний                          | Lucanus cervus                | Рідкісний               | Членистоногі      |
| 42    | Журавель сірий                                      | Grus grus                     | Рідкісний               | Хордові           |
| 43    | Зегрис Евфема                                       | Zegris eupheme                | Зникаючий               | Членистоногі      |
| 44    | Змієїд                                              | Circaetus gallicus            | Рідкісний               | Хордові           |
| 45    | Йорж носар                                          | Gymnocephalus acerinus        | Зникаючий               | Хордові           |
| 46    | Їжак вухатий                                        | Hemiechinus auritus           | Зникаючий               | Хордові           |
| 47    | Ірис плямистий                                      | Iris polystictica             | Рідкісний               | Членистоногі      |
| 48    | Кажан пізній                                        | Eptesicus serotinus           | Вразливий               | Хордові           |
| 49    | Каптурниця блискуча                                 | Cucullia splendida            | Рідкісний               | Членистоногі      |
| 50    | Каптурниця пишна                                    | Cucullia magnifica            | Рідкісний               | Членистоногі      |
| 51    | Каптурниця срібляста                                | Cucullia argentina            | Рідкісний               | Членистоногі      |
| 52    | Каптурниця срібна                                   | Cucullia argentea             | Рідкісний               | Членистоногі      |
| 53    | Клімена                                             | Esperarge climene             | Вразливий               | Членистоногі      |
| 54    | Корсак                                              | Vulpes corsac                 | Рідкісний               | Хордові           |
| 55    | Красик веселий (Пістрянка весела)                   | Zygaena laeta                 | Зникаючий               | Членистоногі      |
| 56    | Красотіл пахучий                                    | Calosoma sycophanta           | Вразливий               | Членистоногі      |
| 57    | Ксилокопа звичайна (бджола-тесляр звичайна)         | Xylocopa valga                | Рідкісний               | Членистоногі      |
| 58    | Ксилокопа райдужна (бджола-тесляр райдужна)         | Xylocopa iris                 | Зникаючий               | Членистоногі      |
| 59    | Ксилокопа фіолетова (бджола-тесляр фіолетова)       | Xylocopa violacea             | Рідкісний               | Членистоногі      |
| 60    | Кулик-довгоніг (ходуличник)                         | Himantopus himantopus         | Вразливий               | Хордові           |
| 61    | Кутора мала                                         | Neomys anomalus               | Рідкісний               | Хордові           |
| 62    | Лилик двоколірний                                   | Vespertilio murinus           | Вразливий               | Хордові           |
| 63    | Лунь лучний                                         | Circus pygargus               | Вразливий               | Хордові           |
| 64    | Люцина                                              | Hamearis lucina               | Вразливий               | Членистоногі      |
| 65    | Мантіспа штирійська                                 | Mantispa styriaca             | Рідкісний               | Членистоногі      |
| 66    | Махаон                                              | Papilio machaon               | Вразливий               | Членистоногі      |
| 67    | Мегалодонт середній                                 | Megalodontes medius           | Рідкісний               | Членистоногі      |
| 68    | Мелітурга булавовуса                                | Melitturga clavicornis        | Вразливий               | Членистоногі      |
| 69    | Меризія азовська                                    | Moerisia maeotica             | Зникаючий               | Кишковопорожнинні |
| 70    | Мишівка степова                                     | Sicista subtilis              | Зникаючий               | Хордові           |
| 71    | Мишівка темна                                       | Sicista severtzovi            | Вразливий               | Хордові           |
| 72    | Мишівка Штранда                                     | Sicista strandi               | Вразливий               | Хордові           |
| 73    | Мідянка звичайна                                    | Coronella austriaca           | Вразливий               | Хордові           |
| 74    | Мінога українська                                   | Eudontomyzon mariae           | Зникаючий               | Хордові           |
| 75    | Мнемозина                                           | Parnassius mnemosyne          | Вразливий               | Членистоногі      |
| 76    | Могильник                                           | Aquila heliaca                | Рідкісний               | Хордові           |
| 77    | Нетопир звичайний                                   | Pipistrellus pipistrellus     | Вразливий               | Хордові           |
| 78    | Нетопир Натузіуса                                   | Pipistrellus nathusii         | Неоцінений              | Хордові           |
| 79    | Нетопир середземноморський                          | Pipistrellus kuhlii           | Вразливий               | Хордові           |
| 80    | Нетопир-карлик                                      | Pipistrellus pygmaeus         | Неоцінений              | Хордові           |
| 81    | Нічниця Брандта                                     | Myotis brandtii               | Рідкісний               | Хордові           |
| 82    | Нічниця водяна                                      | Myotis daubentonii            | Вразливий               | Хордові           |
| 83    | Нічниця вусата                                      | Myotis mystacinus             | Вразливий               | Хордові           |
| 84    | Нічниця Наттерера                                   | Myotis nattereri              | Вразливий               | Хордові           |
| 85    | Норка європейська                                   | Mustela lutreola              | Зникаючий               | Хордові           |
| 86    | Огар                                                | Tadorna ferruginea            | Вразливий               | Хордові           |
| 87    | Оніхоптерохеілюс Палласа                            | Onychopterocheilus pallasii   | Зникаючий               | Членистоногі      |
| 88    | Орел-карлик                                         | Hieraaetus pennatus           | Рідкісний               | Хордові           |
| 89    | Орлан-білохвіст                                     | Haliaeetus albicilla          | Рідкісний               | Хордові           |
| 90    | Орусус паразитичний                                 | Orussus abietinus             | Рідкісний               | Членистоногі      |
| 91    | Осетер російський                                   | Acipenser gueldenstaedtii     | Вразливий               | Хордові           |
| 92    | Перегузня                                           | Vormela peregusna             | Рідкісний               | Хордові           |
| 93    | Підуст волзький                                     | Chondrostoma variabile        | Вразливий               | Хордові           |
| 94    | Плавунець дволінійний                               | Graphoderes bilineatus        | Недостатньо відомий     | Членистоногі      |
| 95    | Подалірій                                           | Iphiclides podalirius         | Вразливий               | Членистоногі      |
| 96    | Поліксена                                           | Zerynthia polyxena            | Вразливий               | Членистоногі      |
| 97    | Полоз візерунковий                                  | Elaphe dione                  | Зникаючий               | Хордові           |
| 98    | Полоз жовточеревий, полоз каспійський               | Hierophis caspius             | Вразливий               | Хордові           |
| 99    | Полоз сарматський, полоз Палласів                   | Elaphe sauromates             | Вразливий               | Хордові           |
| 100   | Псарус черевастий                                   | Psarus abdominalis            | Зникаючий               | Членистоногі      |
| 101   | Пугач                                               | Bubo bubo                     | Рідкісний               | Хордові           |
| 102   | П'явка медична                                      | Hirudo medicinalis            | Вразливий               | Кільчасті черви   |
| 103   | Сатир залізний                                      | Hipparchia statilinus         | Рідкісний               | Членистоногі      |
| 104   | Сатурнія велика                                     | Saturnia pyri                 | Вразливий               | Членистоногі      |
| 105   | Сиворакша                                           | Coracias garrulus             | Зникаючий               | Хордові           |
| 106   | Синявець Бавій                                      | Pseudophilotes bavius         | Вразливий               | Членистоногі      |
| 107   | Синявець Буадюваля (синявець ероїдес)               | Polyommatus boisduvalii       | Зникаючий               | Членистоногі      |
| 108   | Синявець римнус                                     | Neolycaena rhymnus            | Неоцінений              | Членистоногі      |
| 109   | Сколія-гігант                                       | Megascolia maculata           | Неоцінений              | Членистоногі      |
| 110   | Скопа                                               | Pandion haliaetus             | Зникаючий               | Хордові           |
| 111   | Сліпачок звичайний                                  | Ellobius talpinus             | Зникаючий               | Хордові           |
| 112   | Совка розкішна                                      | Staurophora celsia            | Рідкісний               | Членистоногі      |
| 113   | Совка сокиркова                                     | Periphanes delphinii          | Вразливий               | Членистоногі      |
| 114   | Сорокопуд червоноголовий                            | Lanius senator                | Рідкісний               | Хордові           |
| 115   | Стафілін волохатий                                  | Emus hirtus                   | Рідкісний               | Членистоногі      |
| 116   | Стерлядь прісноводна                                | Acipenser ruthenus            | Зникаючий               | Хордові           |
| 117   | Стрічкарка блакитна                                 | Catocala fraxini              | Вразливий               | Членистоногі      |
| 118   | Стрічкарка орденська малинова                       | Catocala sponsa               | Рідкісний               | Членистоногі      |
| 119   | Строкатка степова                                   | Lagurus lagurus               | Зникаючий               | Хордові           |
| 120   | Тетрамеза пунктирована                              | Tetramesa punctata            | Рідкісний               | Членистоногі      |
| 121   | Турун бесарабський                                  | Carabus bessarabicus          | Вразливий               | Членистоногі      |
| 122   | Турун Ештрайхера                                    | Carabus estreicheri           | Вразливий               | Членистоногі      |
| 123   | Турун угорський                                     | Carabus hungaricus            | Вразливий               | Членистоногі      |
| 124   | Турун Щеглова                                       | Carabus stscheglowi           | Рідкісний               | Членистоногі      |
| 125   | Тушканчик великий                                   | Allactaga jaculus             | Рідкісний               | Хордові           |
| 126   | Тхір лісовий                                        | Mustela putorius              | Неоцінений              | Хордові           |
| 127   | Тхір степовий                                       | Mustela eversmanni            | Зникаючий               | Хордові           |
| 128   | Харакопіг скіфський                                 | Characopygus scythicus        | Зникаючий               | Членистоногі      |
| 129   | Ховрах крапчастий                                   | Spermophilus suslicus         | Зникаючий               | Хордові           |
| 130   | Хом'ячок сірий                                      | Cricetulus migratorius        | Недостатньо відомий     | Хордові           |
| 131   | Хохуля руська                                       | Desmana moschata              | Зникаючий               | Хордові           |
| 132   | Цератофій багаторогий                               | Ceratophyus polyceros         | Вразливий               | Членистоногі      |
| 133   | Церцеріс горбкувата                                 | Cerceris tuberculata          | Рідкісний               | Членистоногі      |
| 134   | Шуліка чорний                                       | Milvus migrans                | Вразливий               | Хордові           |
| 135   | Щипавка сибірська                                   | Cobitis melanoleuca           | Вразливий               | Хордові           |
| 136   | Ялець Данилевського                                 | Leuciscus danilewskii         | Зникаючий               | Хордові           |
| 137   | Яструб коротконогий (тювик європейський)            | Accipiter brevipes            | Зникаючий               | Хордові           |